# Dzierzążna (powiat sulęciński)
Dzierzążna (niem. Brenkenhofsfleiss) – wieś w Polsce, w województwie lubuskim, w powiecie sulęcińskim, w gminie Krzeszyce, położona przy drodze wojewódzkiej nr 131, ok. 25 km na wschód od Kostrzyna nad Odrą i ok. 20 km na południowy zachód od Gorzowa Wielkopolskiego.
W latach 1975–1998 miejscowość należała administracyjnie do województwa gorzowskiego.
W 1958 roku liczyła ponad 180 mieszkańców, w 2019 roku 105 osób.

## Nazwa
Nazwa wsi wywodzi się od nazwiska niemieckiego rządcy Brenkenhofa. 12 lutego 1948 r. ustalono urzędową polską nazwę miejscowości – Dzierzążna, określając drugi przypadek jako Dzierzążnej, a przymiotnik – dzierzążeński.